# 에케뢰시

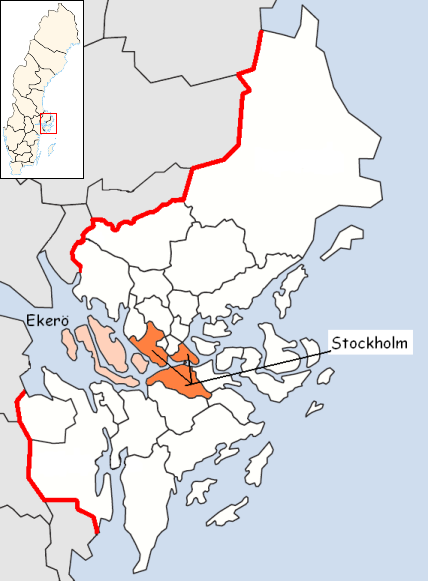
에케뢰 시의 위치

에케뢰시(스웨덴어: Ekerö kommun)는 스웨덴 스톡홀름주에 위치한 지방 자치체로, 면적은 386.58km2, 인구는 25,201명(2010년 기준), 인구 밀도는 65명/km2이다. 멜라렌호와 접한다.

시 문장